# Монгольское вторжение на Яву
Монгольское вторжение на Яву — карательный поход империи Юань против государства Сингасари.

## Предыстория
В 1289 году посол Хубилая Мэн Ци прибыл на Яву, и потребовал от Кертанагары — правителя государства Сингасари — изъявлений покорности. Однако Кертанагара отказался покориться и приказал спалить послу лицо. В ответ на это оскорбление Хубилай приказал начать подготовку к военному походу на Яву. Хан назначил командовать карательной армией монгола Шиби, китайца Гао Сина и уйгура Икэмусу, которым было приказано собрать войска и припасы в провинциях Фуцзянь, Цзянси и Хугуан (современные Хунань и Хубэй). Шиби было доверено верховное руководство, Гао был назначен начальником сухопутных войск, а Икэмусы должен был руководить флотом.
Кертанагара, извещённый о надвигающейся угрозе, предполагая, что монголы будут двигаться через Чампу и Малаккский полуостров, отправил туда значительные силы, чтобы преградить им путь. Очевидно, он никак не ожидал, что монголы соберут большой флот и высадят огромную армию прямо на Яву.

## Высадка на Яве и разгром государства Кедири
В конце 1292 года 20-тысячная армия вышла в море из Цюаньчжоу на 100 кораблях. Она везла с собой годовой запас зерна и 40 тысяч лянов серебра для приобретения дополнительных запасов. В начале 1293 года войска Гао Сина высадились на Яве; корабли Икэмусы остались у берега. Поскольку основная часть армии Кертанагары находилась вдали от Явы, он оказался в крайне уязвимом положении, дав возможность поднять голову неусмирённым и непокорённым яванцам. Один из их вождей — Джайякатванг, глава непокорного государства Кедири — разгромил его войска и убил его самого.
Государство Кертанагары перешло к его зятю, принцу Виджайе. Задавшись целью отомстить за убийство своего тестя, Виджайя предложил изъявить покорность монголам в обмен на помощь в борьбе с дерзкими мятежниками. Его подчинённые снабдили юаньские войска важными сведениями о портах, реках и топографии Кедири, а также подробной картой провинции. Монголы приняли предложение и согласились вступить в войну с Джайяткавангом. Китайско-монгольский флот направился к Кедири и по пути разгромил высланные против него морские силы. Гао Син высадился в Кедири, и за неделю монголы сломили сопротивление обороняющихся.

## Предательство Виджайи и уход монголов
Виджайя попросил, чтобы ему выделили 200 безоружных монгольских солдат в качестве эскорта, чтобы он мог отправиться в город Маджапахит, где собирался официально принести изъявления покорности представителям великого хана. Начальники монголов согласились выполнить эту просьбу, не заподозрив неладного. По пути в Маджапахит отряды принца заманили китайско-монгольский эскорт в засаду и стали скрытно окружать основные силы монголов. Они действовали столь успешно, что Шиби едва смог спасти свою жизнь. Ему пришлось проделать долгий путь, чтобы добраться до своих кораблей; при отступлении он потерял 3 тысячи человек.
Когда все начальники экспедиции собрались, чтобы решить, что делать дальше, то они не смогли прийти к единому мнению. В итоге, разойдясь во взглядах, они отвели свой флот и двинулись обратно к берегам Китая.